# Epimelitta barbicrus
Epimelitta barbicrus là một loài bọ cánh cứng trong họ Cerambycidae.